# Albi di Dampyr (2004)
Albi pubblicati del fumetto Dampyr nel 2004.
| Nr. | Titolo                         | Soggetto       | Sceneggiatura  | Disegni             | Copertina    |
| --- | ------------------------------ | -------------- | -------------- | ------------------- | ------------ |
| 46  | Il castello di Barbablù        | Mauro Boselli  | Mauro Boselli  | Alessandro Bocci    | Enea Riboldi |
| 47  | I delitti di Sheffield         | Mauro Boselli  | Mauro Boselli  | Fabio Bartolini     | Enea Riboldi |
| 48  | I sotterranei di Parigi        | Luigi Mignacco | Luigi Mignacco | Giuliano Piccininno | Enea Riboldi |
| 49  | La colonna infernale           | Mauro Boselli  | Mauro Boselli  | Mario Rossi         | Enea Riboldi |
| 50  | Il dottor Cinderella           | Mauro Boselli  | Mauro Boselli  | Luca Rossi          | Enea Riboldi |
| 51  | Tre vecchie signore            | Mauro Boselli  | Mauro Boselli  | Corrado Roi         | Enea Riboldi |
| 52  | La maledizione di Varney       | Mauro Boselli  | Mauro Boselli  | Stefano Andreucci   | Enea Riboldi |
| 53  | I misteri di Napoli            | Mauro Boselli  | Mauro Boselli  | Stefano Andreucci   | Enea Riboldi |
| 54  | Il teatro dei Passi Perduti    | Mauro Boselli  | Mauro Boselli  | Maurizio Dotti      | Enea Riboldi |
| 55  | Spettri a Cambridge            | Mauro Boselli  | Mauro Boselli  | Fabrizio Russo      | Enea Riboldi |
| 56  | I vampiri della città fantasma | Luigi Mignacco | Luigi Mignacco | Stefano Andreucci   | Enea Riboldi |
| 57  | Il paese del sogno             | Mauro Boselli  | Mauro Boselli  | Nicola Genzianella  | Enea Riboldi |

## Il castello di Barbablù
Londra, 1940: durante il Blitz di Londra Vera Bendix viene contattata da Godwin Brumowski per entrare a far parte del SOE al servizio del Professor Foster; la sua missione sarà quella di infiltrarsi nel castello dei De Vere e mandare a monte l'incontro tra i membri dell'Organizzazione Thule, che vorrebbe una pace separata con la Germania nazista, e Rudolf Hess. Nel presente, invece, Harlan, Kurjak e Tesla devono affrontare i Lupi azzurri, società segreta fondata dai De Vere con lo scopo di annientare i Maestri della Notte che avrebbero usurpato il trono del Re del Mondo; al termine dello scontro, che vede la morte di Christian De Vere, ucciso dal figlio Lester mostruosamente trasformato da un elmo cambiaforma, Harlan entrerà in possesso di una swastika, oggetto usato per aprire portali tra le dimensioni, di proprietà di suo padre.

## I delitti di Sheffield
I nostri si recano a Sheffield per indagare sui legami tra la Temsek e i Maestri della notte. Parallelamente, il serial killer Jeff Carter, giustiziere sui generis, lascia nella città inglese una scia di sangue, su cui indaga la detective Ann Spade. Tra Harlan e Jeff nascerà una sorta di collaborazione nelle indagini, che culminerà con la distruzione del palazzo dove ha sede la multinazionale, dopo che Jeff ne ha minato le fondamenta.

## I sotterranei di Parigi
Strani fenomeni avvengono nella metropolitana di Parigi, tali da risvegliare dal suo sonno millenario la vampira Araxe. Harlan, chiamato dal poeta anarchico Victor, alleato della vampira, giunge nella Ville lumiere per sciogliere il mistero: si addentra quindi nei sotterranei, dove scopre un tunnel, anticamente una grotta usata dai druidi per esplorare il proprio subconscio, in cui dovrà affrontare la sua metà malvagia, separatasi da lui dopo aver bevuto l'elisir del diavolo. Al termine degli eventi, un crollo sigillerà per sempre la grotta.

## La colonna infernale
Storia che si svolge parallelamente tra il passato (il periodo delle Guerre di Vandea, durante la Rivoluzione francese) e i giorni nostri, in cui Harlan affronta l'esercito di non-morti di Erlik Khan. In un alberghetto della Bretagna si danno appuntamento il prof. Richards, cacciatore di fantasmi dell'università di York, il prof. Milius, Harlan e la vampira Araxe. Qui la Maestra della notte inizia a narrare una vicenda della sua vita durante la Rivoluzione francese, come spia doppiogiochista al servizio della causa realista, e del capitano Philippe Moulins, ufficiale delle Colonne infernali che, dopo aver disertato, viene arruolato nelle file degli Chouan. Quando gli ultimi Chouan vengono catturati dall'esercito repubblicano, Araxe chiede l'intervento dell'esercito di Erlik Khan che pretende in cambio di arruolare gli Chouan moribondi nella sua Colonna infernale. Conclusa la narrazione, assistiamo allo scontro tra i non-morti di Erlik e i cacciatori di vampiri, che termina, grazie alla mediazione di Araxe, con la liberazione degli Chouan presi prigionieri due secoli prima.

## Il dottor Cinderella
Durante l'alluvione di Praga il demone Belyalis e il mago Comenius trovano il modo di sfuggire dalle loro prigioni. Qualche tempo dopo tra i vicolo della Città Vecchia compare uno strano caffè gestito dall'inquietante Dottor Cinderella e alcune tra le conoscenze praghesi di Harlan iniziano misteriosamente a sparire: prima Jorge, poi Saugrénes e infine Kurjak, che si troverà in trappola ad affrontare una serie di creature mitologiche. Scopo del dottore, che in realtà è Comenius, è quello di intrappolare una quantità di anime sufficienti a riottenere la libertà; ad ostacolare i suoi piani ci penseranno Harlan e Tesla, con l'aiuto del demone Nikolaus.